# Huseby
Se även Husby (olika betydelser).

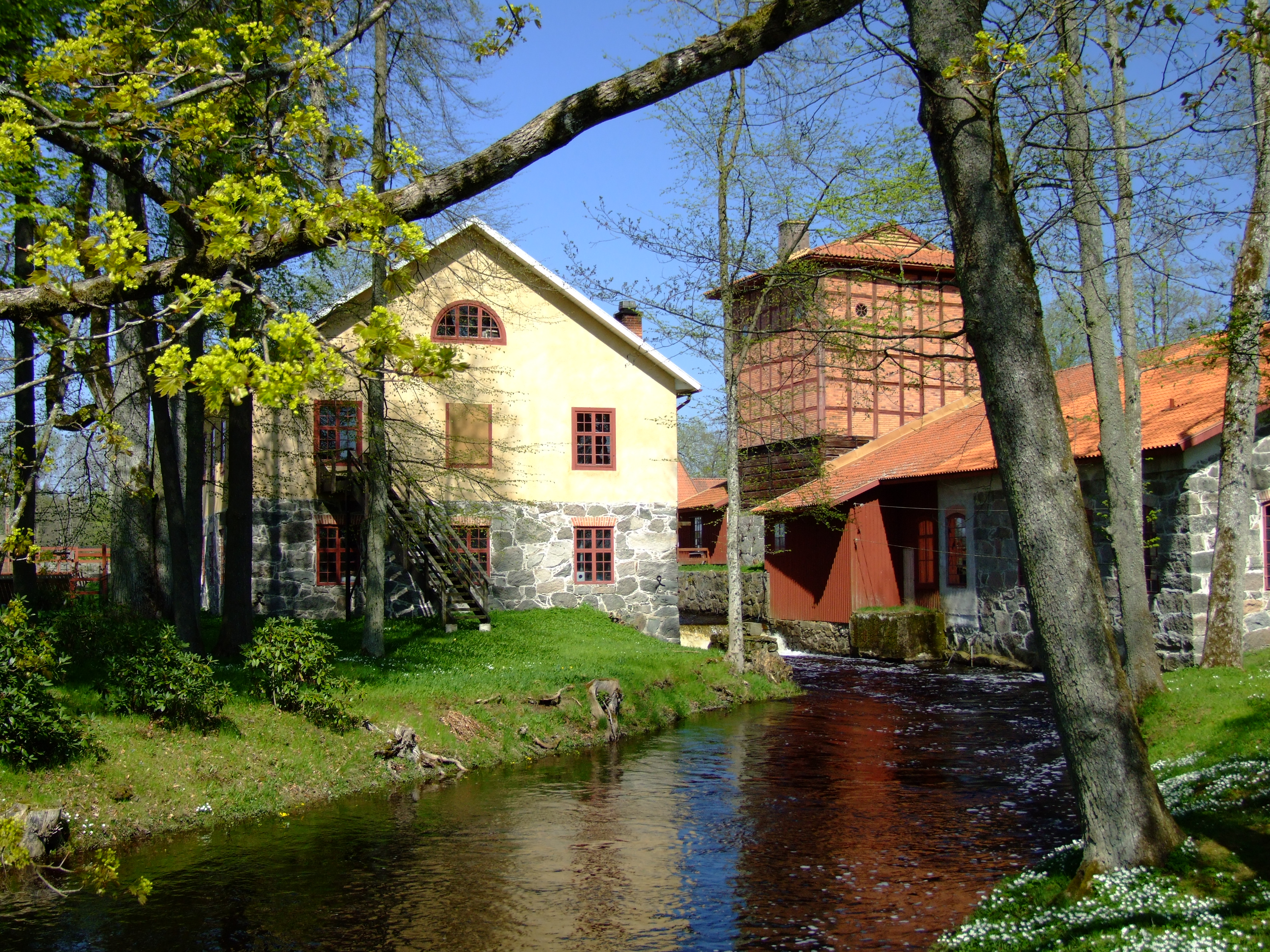
Huseby bruk

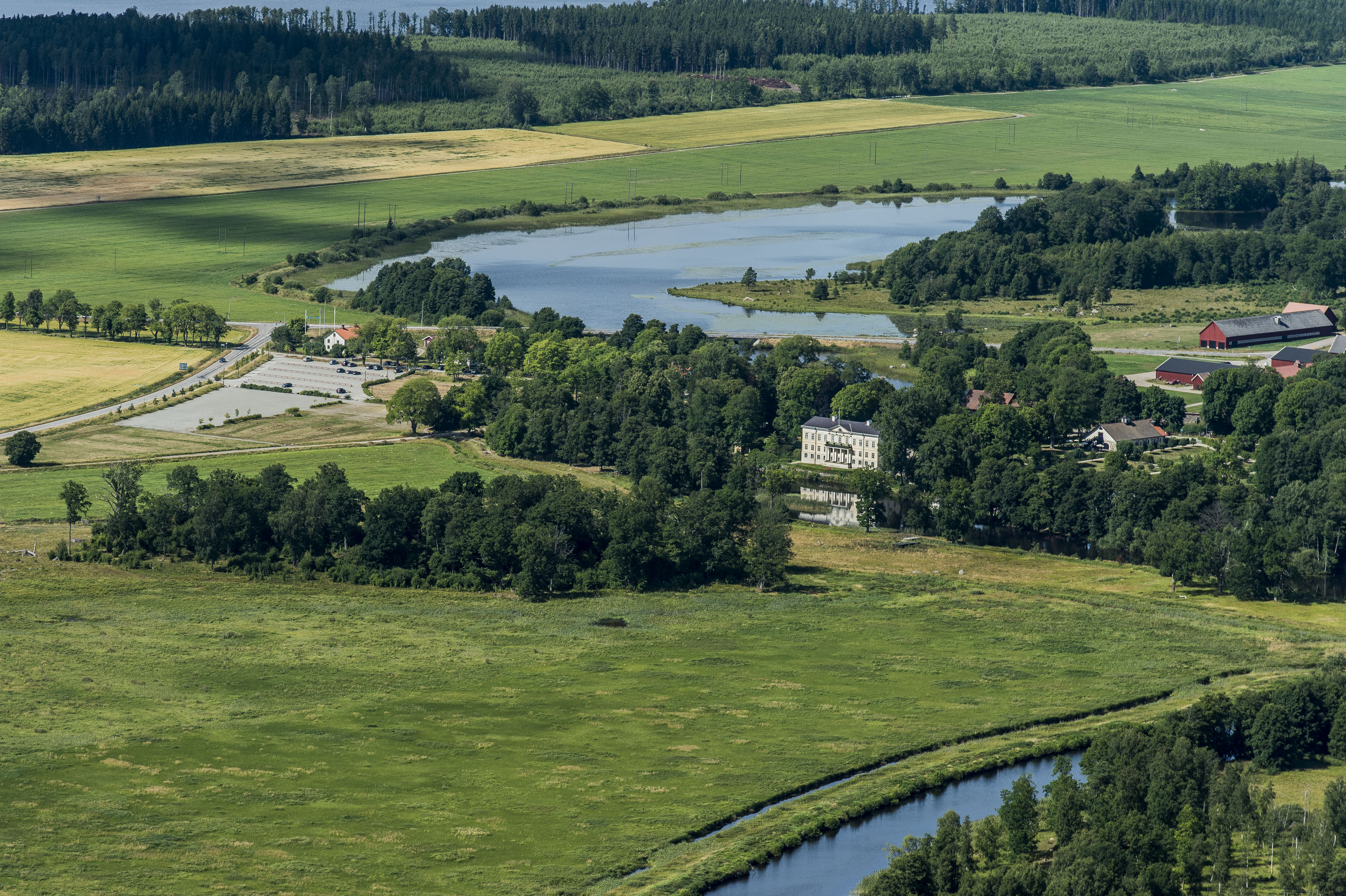
Flygbild

Huseby är ett före detta järnbruk i Skatelövs socken i Alvesta kommun i Kronobergs län. Det ligger vid Helige å, mellan sjöarna Salen och Åsnen. Den äldsta benämningen av platsen är Hosaby 1419. Namnet antyder byns läge vid (h)oset, det vill säga Helgaåns mynning i sjön Åsnen.

## Historik
Egendomen var huvudgård i friherreskapet Bergkvara. Brukets historia börjar med dess dåvarande ägare, riksamiralen Carl Carlsson Gyllenhielm. 1629 finns den äldsta uppgiften om tackjärnsblåsning på platsen. Bruket var helt baserat på sjömalm vilken upptogs från de stora sjöarna i trakten. Under 1630-talet påbörjades gjutning av kanoner men också av järnkakelugnar, s.k. sättugnar.
Arnold de Rees från Haarlem fick arrende på bruket 1642. Året efter fick han ensamrätt att bedriva bruksrörelse i Småland. Huseby utvecklades nu i stor skala. Arnold de Rees byggde upp en effektiv transportled mellan bruket och Bodekull, föregångaren till Karlshamn. Leden, som innefattade pråmtrafik över Åsnen och landtrafik till den blekingska kusten, kallades för "Holländarevägen". På ägarens egna fartyg utskeppades järnvaror i stor mängd till Köpenhamn, Stralsund, Lübeck, Hamburg, Haarlem och Amsterdam.    
År 1792 blev greve Axel Hamilton i släkten Hamilton ägare till bruket. Han utökade gårdsbeståndet genom att köpa gårdar främst i Skatelövs, Vederslövs, Öja och Blädinge socknar. Huseby förvandlades till en enda stor brukningsenhet. Godset ärvdes 1814 av grevarna Hugo och Malcolm Hamilton som också utökade gårdsbeståndet och uppförde nuvarande corps-de-logi. Papperstillverkning bedrevs vid intilliggande Osaby fram till mitten av 1800-talet. När godset år 1867 köptes av Joseph Stephens för en köpeskilling av 530 000 riksdaler ingick förutom järnbruket, sågverk och kvarn även 46 jordbruksfastigheter om 24 mantal och ca 6 000 hektar mark. 
Tackjärn tillverkades för sista gången 1930, men gjuteriet var i drift till 1954 med 40 anställda. Under 1950-talet var Huseby centrum för den så kallade Husebyaffären, då ägaren, fröken Florence Stephens, svindlades på stora belopp. Egendomen testamenterades till staten av Florence Stephens innan hon avled 1979. Sedan 1994 förvaltas Huseby av Statens Fastighetsverk.
Under 2008 gjordes en större arkeologisk undersökning i anslutning till Huseby gamla bytomt .

## Bildgalleri

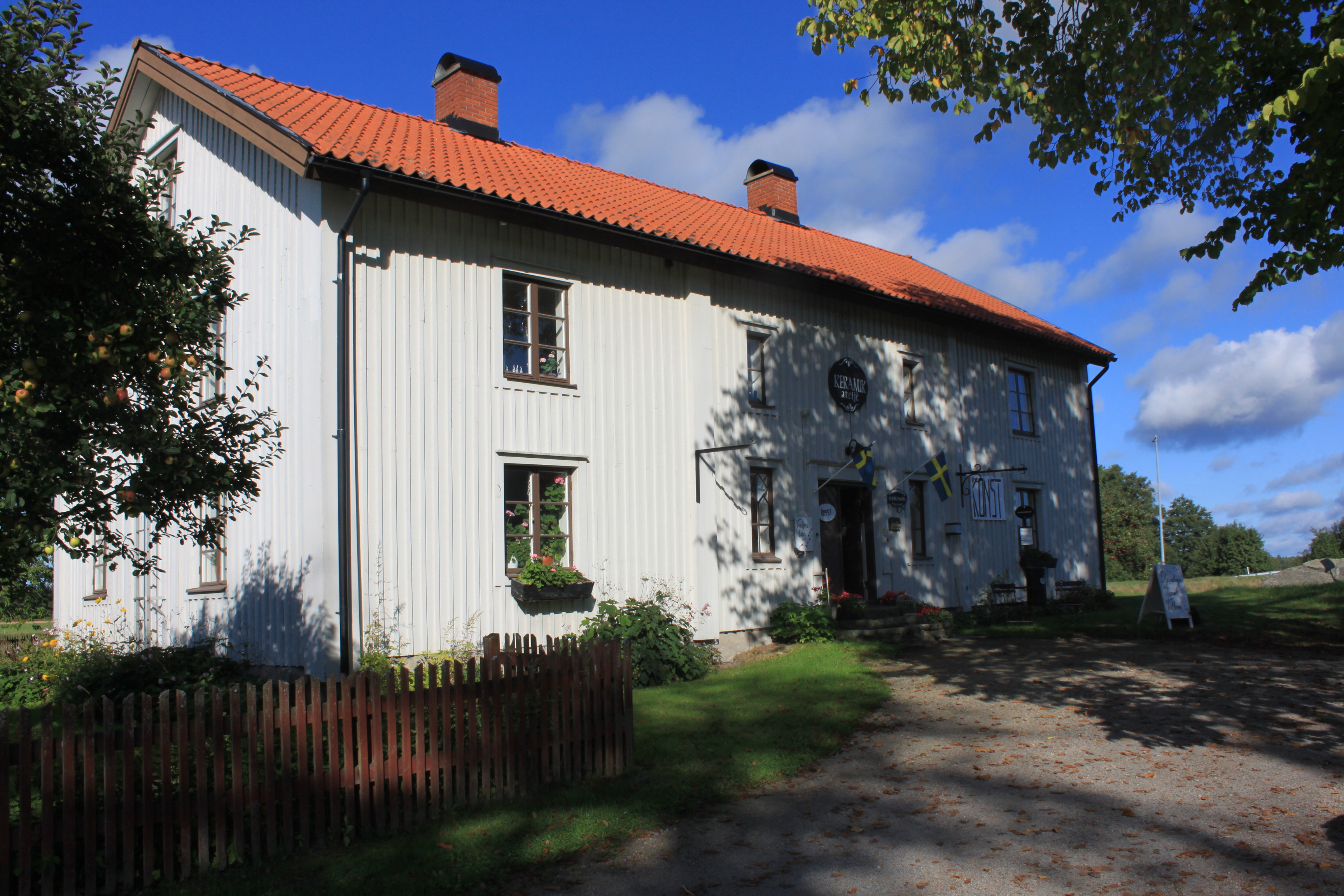
Biskopshuset.
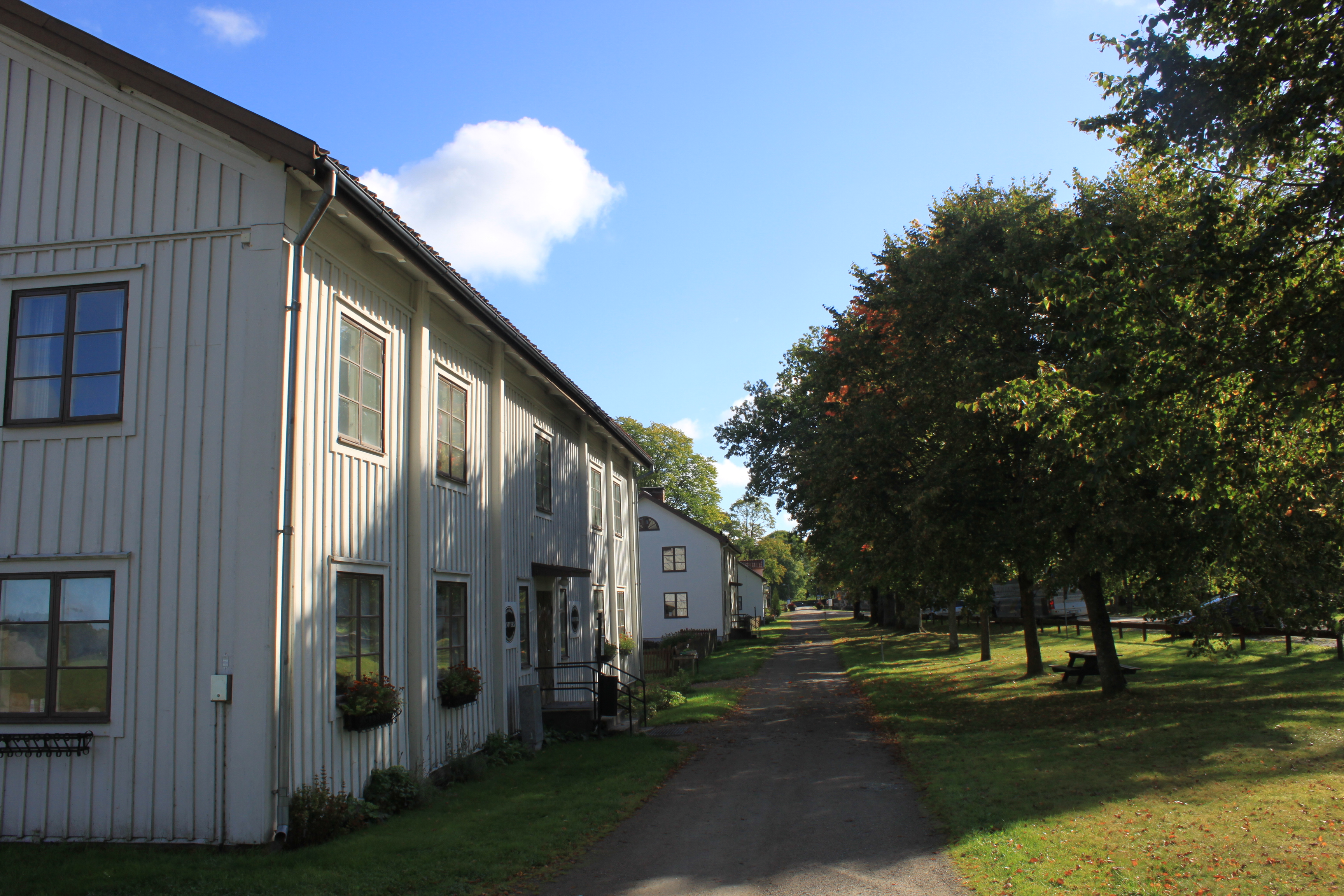
Grevebyggnaden.
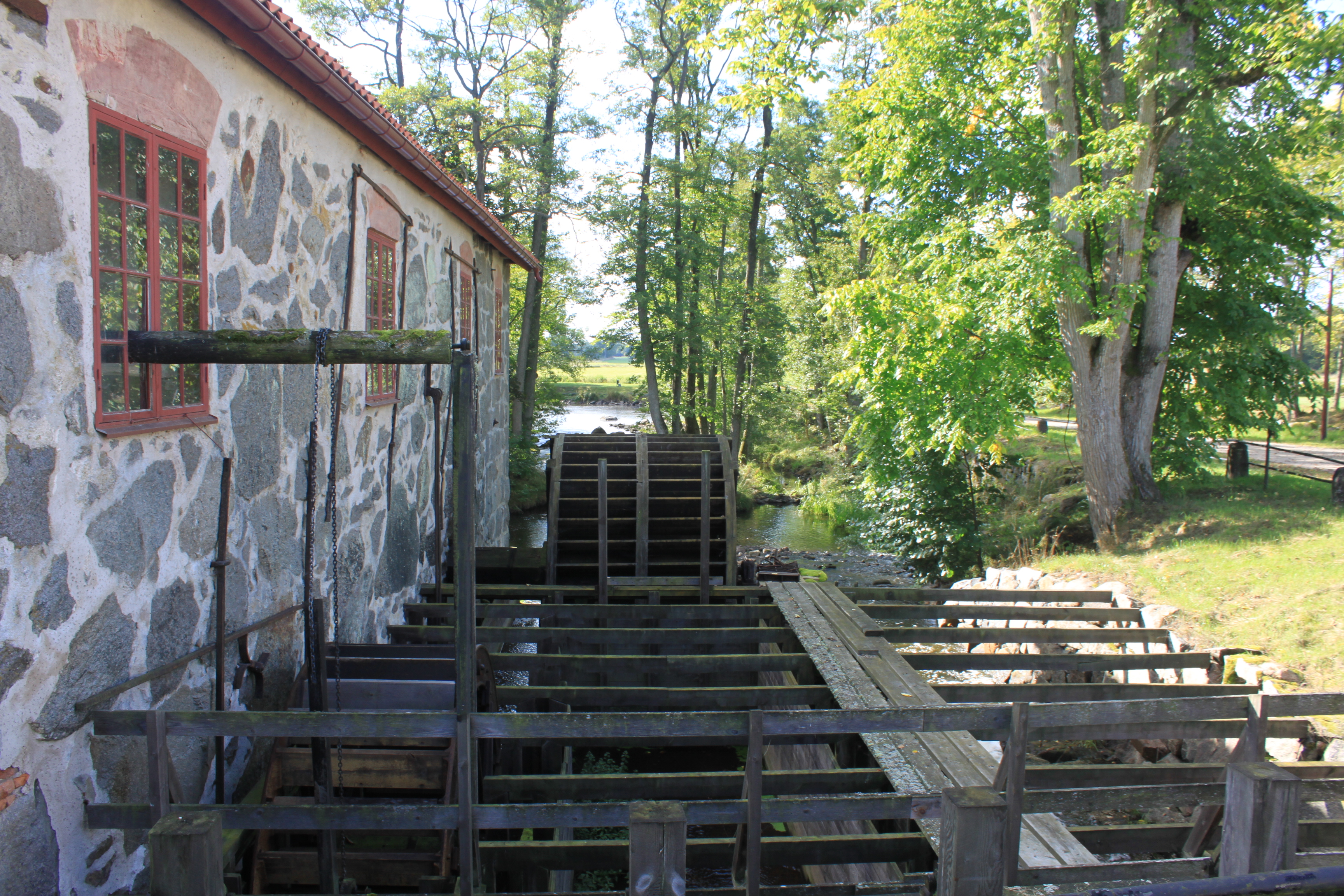
Kvarnen.
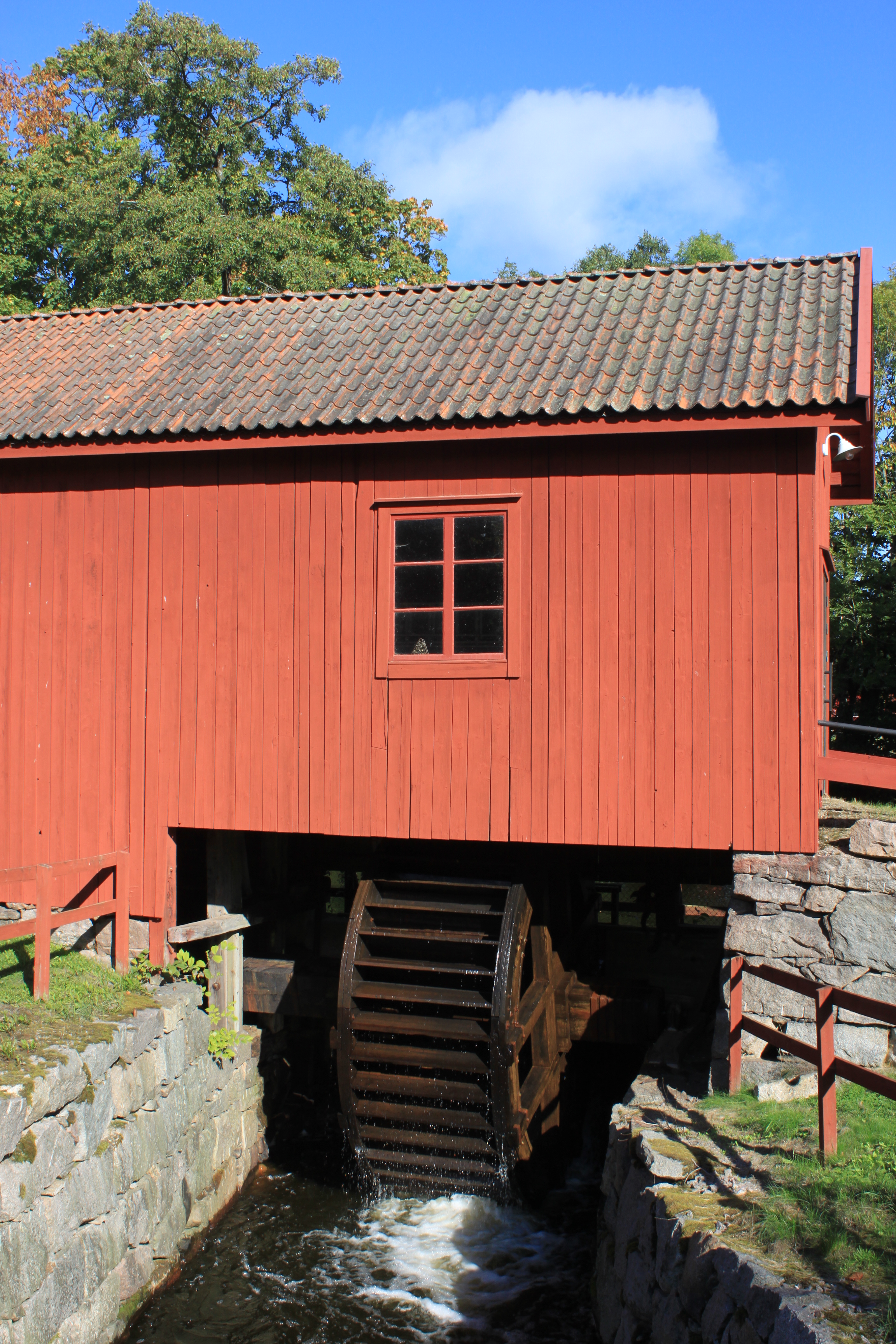
Smedjan.
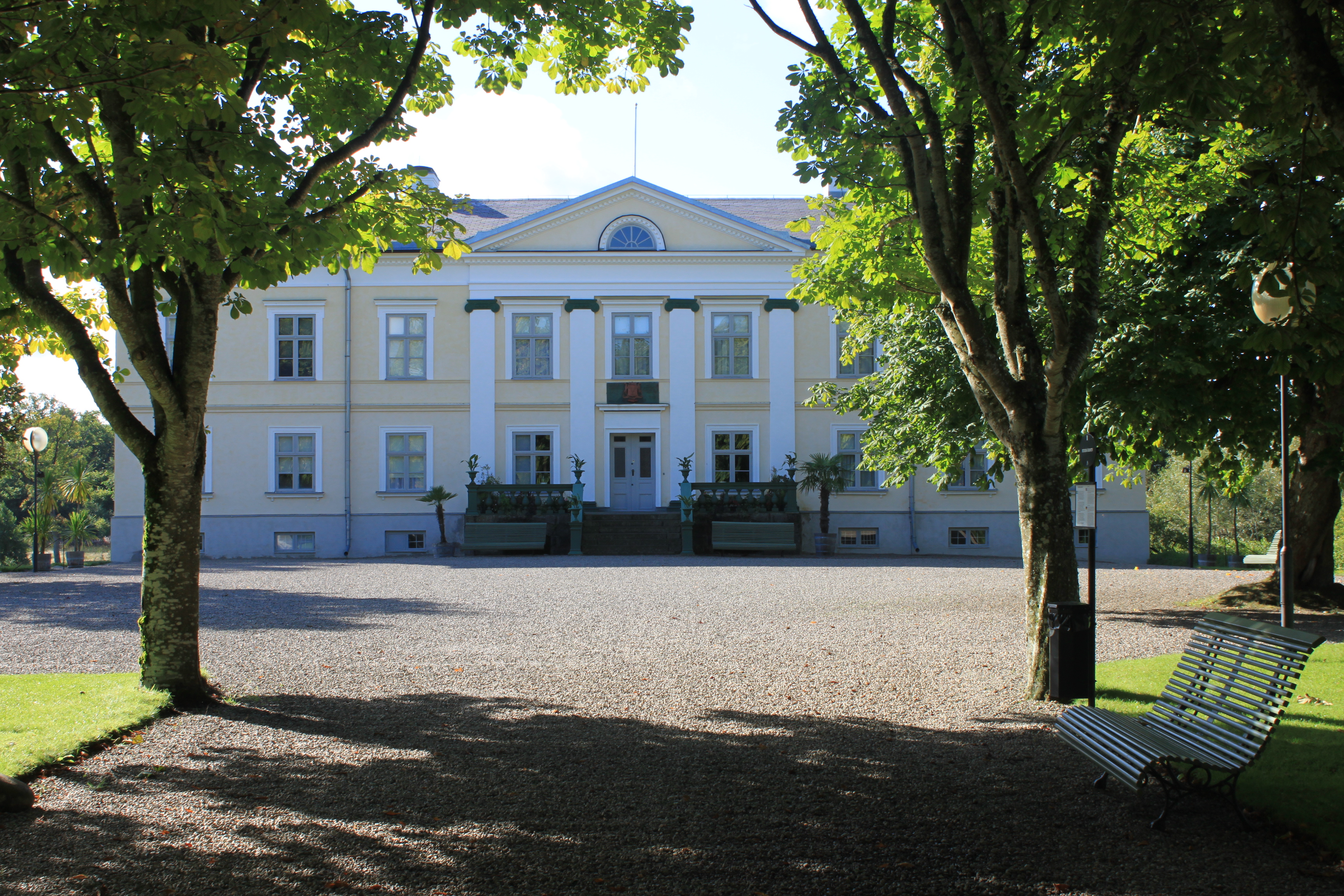
Herrgården.
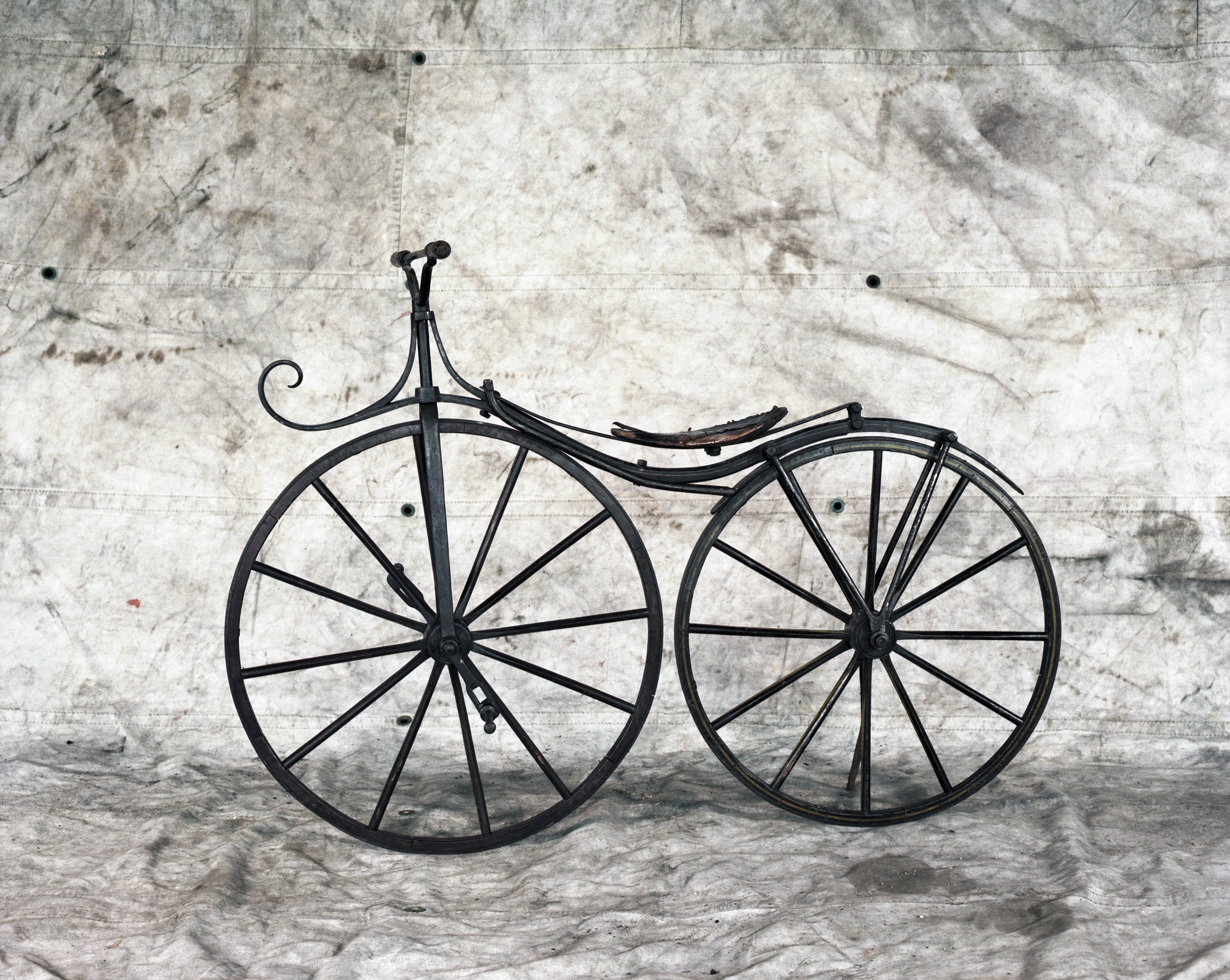
Benskakare, tillverkad på Huseby bruk 1867-1870, en av de första tillverkade cyklarna i Sverige